# Alain Souchon

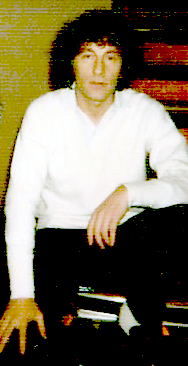
Alain Souchon, 1978.

Alain Souchon, född Alain Kienast 27 maj 1944 i Casablanca i Marocko, men uppvuxen i Frankrike, är en fransk sångare och kompositör.
Souchon hade stor framgång från mitten av 1970-talet med sina originella, till viss del naivistisk-ironiska texter. Han har också fått erkännande som filmskådespelare, bland annat i L'Été meurtrier (Den dödliga sommaren, 1983) och Comédie! (1987), och har även skrivit musik till flera filmer.

## Diskografi

### Studioalbum
- J'ai dix ans, 1974
- Bidon, 1976
- Jamais content, 1977
- Toto 30 ans, rien que du malheur..., 1978
- Rame, 1980
- On avance, 1983
- C'est comme vous voulez, 1985
- Ultra moderne solitude, 1988
- C'est déjà ça, 1993
- Au ras des pâquerettes, 1999
- La Vie Théodore, 2005
- Écoutez d'où ma peine vient, 2008

### Livealbum
- Olympia 83, 1983
- Nickel, 1990
- Défoule sentimentale, 1995
- J'veux du live, 2002
- Alain Souchon est chanteur, 2010